# Das Große Lernen

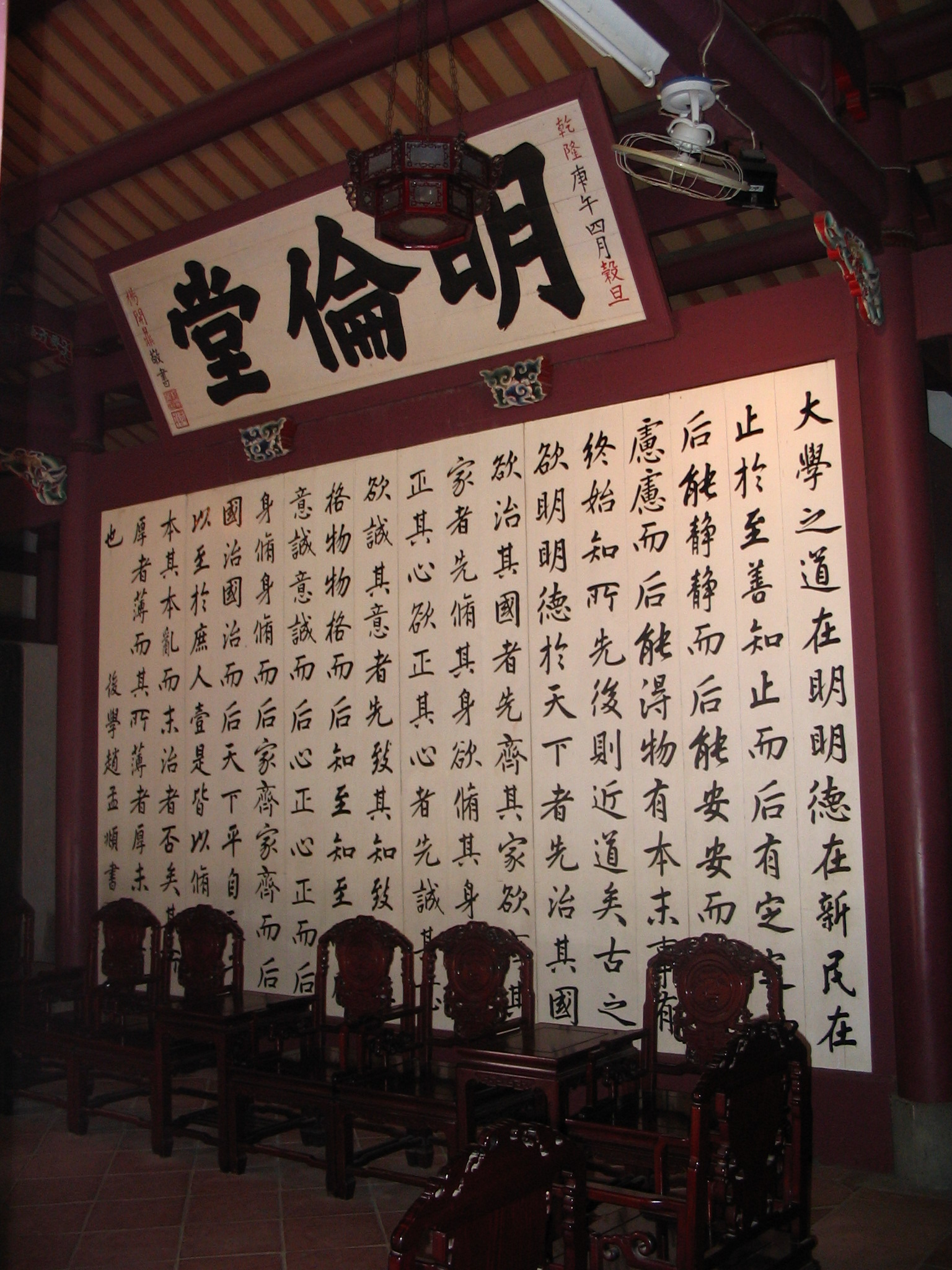
Kalligrafie des Textes in der Minglun-Halle des Konfuziustempels von Tainan.

Das Große Lernen (chinesisch 大學 / 大学, Pinyin Dàxué) ist das erste der Vier Bücher, die Zhu Xi in der Song-Dynastie zur Grundlage des Konfuzianismus erklärt hat. Ursprünglich handelte es sich hierbei um ein Kapitel im Buch der Riten.

## Inhalt
Das Buch besteht aus einem kurzen, Konfuzius zugeschriebenen Haupttext und neun Kommentarkapiteln aus der Feder Zeng Zis, eines Schülers des Konfuzius.

## Literarische Bedeutung
Das Große Lernen verdankte seine Bedeutung dem Umstand, dass er zahlreiche Themen der chinesischen Philosophie und des politischen Denkens aufgreift und in einzigartiger Weise verknüpft.
Regierung, Selbstkultivierung und die Erforschung der Welt werden untrennbar miteinander verbunden. Das Tun des Einzelnen wird in den Dienst höherer Ziele wie der Erlangung des Weltfriedens und der Vereinigung von Geist und Materie gestellt. Durch die Definition des "Weg des Lernens" in politischen und sozialen Begriffen verbindet das Werk das Geistige mit dem Praktischen und schafft so ein Konzept des Dao, das sich radikal von dem im Daoismus unterscheidet. Insbesondere trägt Das Große Lernen entschieden zur diesseitigen, weltzugewandten Ausrichtung des Konfuzianismus bei. Nicht auf die Autorität transzendenter Gottheiten gründet es seine Lehre, sondern vielmehr auf das praktische Wirken der weisen Könige des Altertums.
Einige Textstellen sind für den politischen Diskurs des klassischen wie des modernen China gleichermaßen von Bedeutung. So galt etwa das im Daxue thematisierte Konzept des Weltfriedens von der Zhou-Dynastie bis hin zur Zeit der Guomindang und der Ära des Kommunismus als erklärtes Ziel chinesischer Politik. Der Begriff Qinmin, oft übersetzt mit "Erneuerung des Volkes", sollte einer Partei der Republik China (Taiwan) den Namen geben.

## Übersetzungen
- Richard Wilhelm: Li-Gi. Das Buch der Sitte des älteren und des jüngeren Dai. Aufzeichnungen über Kultur und Religion des alten China. Diederichs, Jena 1930. Mehrere Neuauflagen als Li Gi. Das Buch der Riten, Sitten und Gebräuche, darunter Diederichs, Köln 1981, ISBN 3-424-00691-2.
- Ralf Moritz: Das Große Lernen (Daxue). Reclam, 2003, ISBN 3-15-018265-4.
- Hua Shaoxiang, Gregor Kneussel: Das Große Lernen. Verlag für fremdsprachige Literatur, Beijing, 2010, ISBN 978-7-119-06173-3 (zweisprachige Ausgabe, Chinesisch-Deutsch, mit Pinyin.)
- James Legge: The Chinese Classics, Bd. 1, S. 22–34. Clarendon Press, Oxford 1893. Zahlreiche Nachdrucke, darunter BookSurge, 2000, ISBN 1-4021-8486-7.